# Артуро Торес
Артуро Торес Караско (Коронел, 20. октобар 1906 — Сан Мигел, 20. април 1987) био је чилеански фудбалер, који је играо као везни играч. Упамћен је  по изванредној каријери како у националном шампионату, тако и у чилеанском тиму.

## Биографија
Своју фудбалску каријеру је започео у клубу "Унион Маестранза" из Лиркуена, да би наставио у "Реклами " из Талкавана, да би се касније преселио у Сантиаго. Овај изванредни спортиста добио је надимак "Фудбалски доктор" и један је од највећих идола у историји тимова попут Магаланеса и Коло Кола.
Поред тога, Торес се истакао као један од ретких тренера у историји фудбала који је такође био играч. Између осталих, водио је Магаланес и Коло Коло, тимове са којима је непоражено освајао шампионате.

## Национална селекција
Артуро Торес је био део чилеанског националног тима између 1928. и 1935. године, учествовао је на Олимпијским играма 1928. године где је играо све мечеве тима на том турниру, а био је и звезда у наредној турнеји по Европи. Био је део стартне поставе у првом мечу који је чилеанска репрезентација одиграла на Светском првенству ; играјући у везном реду са Умбертом Елгуетом и Гиљермом Саведром, меч који је завршен победом над Мексиком. Одиграо је све утакмице Белих кондора на Светском првенству, али је током меча са Аргентином завршио на коленима због грубости меча. Морао је да настави меч јер тих година промене нису биле дозвољене. Меч је морао да напусти на почетку другог полувремена због несносних болова.